# Aer Arann
Aer Arann är ett flygbolag baserat i Dublin på Irland som flyger 40 olika turer mellan Irland, Frankrike och Storbritannien. Huvudflygplatsen är Dublin Airport, med hubbar på Cork Airport, Galway Airport och Waterford Airport.

## Destinationer
| Destinationer | Destinationer                    | Destinationer | Destinationer | Destinationer |
| ------------- | -------------------------------- | ------------- | ------------- | ------------- |
| Stad          | Flygplats                        | Noter         |               |               |
| England       |                                  |               |               |               |
| Birmingham    | Birmingham International Airport |               |               |               |
| Blackpool     | Blackpool International Airport  |               |               |               |
| Bristol       | Bristol International Airport    |               |               |               |
| London        | London City Airport              |               |               |               |
| London        | London Luton Airport             |               |               |               |
| Manchester    | Manchester Airport               |               |               |               |
| Southampton   | Southampton Airport              |               |               |               |
| Frankrike     |                                  |               |               |               |
| La Rochelle   | La Rochelle - Île de Ré Airport  |               |               |               |
| Lorient       | Lorient South Brittany Airport   |               |               |               |
| Nantes        | Nantes Atlantique Airport        |               |               |               |
| Irland        |                                  |               |               |               |
| Cork          | Cork Airport                     | Hub           |               |               |
| Donegal       | Donegal Airport                  |               |               |               |
| Dublin        | Dublin Airport                   | Hub           |               |               |
| Galway        | Galway Airport                   | Hub           |               |               |
| Knock         | Ireland West Airport Knock       |               |               |               |
| Sligo         | Sligo Airport                    |               |               |               |
| Waterford     | Waterford Airport                | Hub           |               |               |
| Isle of Man   |                                  |               |               |               |
| Isle of Man   | Isle of Mans flygplats           |               |               |               |
| Jersey        |                                  |               |               |               |
| Jersey        | Jerseys flygplats                |               |               |               |
| Nordirland    |                                  |               |               |               |
| Belfast       | George Best Belfast City Airport |               |               |               |
| Derry         | City of Derry Airport            |               |               |               |
| Skottland     |                                  |               |               |               |
| Edinburgh     | Edinburgh Airport                |               |               |               |
| Glasgow       | Glasgow Prestwick Airport        |               |               |               |
| Wales         |                                  |               |               |               |
| Cardiff       | Cardiff Airport                  |               |               |               |

## Olyckor och incidenter
Den 17 oktober 1975 havererade en Britten-Norman BN-2A-26 Islander från bolaget på Inishmore Airport, samtliga sju ombordvarande överlevde.
Den 7 juli 1980 havererade en Britten-Norman BN-2A-26 Islander från bolaget efter att ha avbrutit starten på Galway-Carnmore Airport, samtliga fem ombordvarande överlevde.